# Ostryopsis
Ostryopsis er en lille slægt med to arter, som findes i det vestlige Kina og Mongoliet. Det er løvfældende buske med spredtstillede, hele og dobbelt savtakkede blade. Blomsterne er samlet i hanlige og hunlige rakler, der springer ud i foråret. Frugterne sidder i klynger med 6-10 frø, der er helt skjult i hver sin dækkende has.
Buskene dyrkes ikke i Danmark og beskrives ikke nærmere.
| Arter |

- Ostryopsis davidiana
- Ostryopsis nobilis